# Shin Kanazawa
Shin Kanazawa (jap. 金沢 慎 Kanazawa Shin; ur. 9 września 1983) – japoński piłkarz występujący na pozycji pomocnika. Obecnie występuje w Omiya Ardija.

## Kariera klubowa
Od 2002 roku występował w klubach Omiya Ardija i Tokyo Verdy.